# Getting Away with Murder (chanson)
Singles de Papa Roach
Time and Time Again
(2002) Scars
(2004)
Pistes de Getting Away with Murder
Take Me Be Free
Getting Away with Murder est le premier single extrait du quatrième album du groupe californien Papa Roach, Getting Away with Murder. 

## Clip vidéo
Le clip a lieu dans une bourse. De temps en temps des messages apparaissent au cours de la vidéo : "In God we trust" apparaît comme un message, puis alterne avec "In guns we trust" ainsi que "In oil we trust". "Murder accomplished" est le dernier à paraître. Il alterne entre "Murder" et "Mission" accomplie. Les caractères dans le grand écran dans le fond changent également de forme pour ressembler périodiquement au drapeau des États-Unis. D'autres messages apparaissant sur les écrans en arrière-plan.
Les badges portés par les traders disent "4OIL" et "NRON".
Dans les deux derniers plans, le groupe entier peut être vu avec leurs mains et le visage couvert de sang. Shaddix fait tomber son micro tout à coup comme s'il venait de réaliser qu'il a fait quelque chose de mal.
Au cours des vingt premières secondes, tous les membres du groupe sont présentés comme des traders.